# Ligne 4314 (DB Netz)
La ligne 4314 (DB Netz) (ou ligne de Müllheim à Neuenburg frontière) est une ligne de chemin de fer située en Allemagne et reliant Müllheim à Neuenburg am Rhein. Elle est prolongée par un pont sur le Rhin et la ligne de Mulhouse-Ville à Chalampé.

## Histoire
La ligne a été inaugurée le 6 février 1878. Les propriétaires étaient  les Großherzoglich Badische Staatseisenbahnen (en français : Chemins de fer de l'État du Grand-Duché de Bade).
Le transport régulier de passagers a cessé le 31 mai 1980. Après quelques liaisons saisonnières dans les années 2006-2008, la ligne voit à nouveau des trains entre Mulhouse et Müllheim depuis 2012.

## Caractéristiques techniques
Cette ligne de chemin de fer a une longueur de 4,6 km.